# Massariovalsa
Massariovalsa är ett släkte av svampar. Massariovalsa ingår i familjen Melanconidaceae, ordningen Diaporthales, klassen Sordariomycetes, divisionen sporsäcksvampar och riket svampar.
|               | Melanconis |
|               | |
|               | Melanconium |
|               | |
|               | Macrodiaporthe |
|               | |
|               | Apiosporopsis |
|               | |
| Massariovalsa | \| \| Massariovalsa caudata \| \| \| \| \| \| Massariovalsa sudans \| \| \| \| \| \| Massariovalsa californica \| \| \| \| \| \| Massariovalsa megalospora \| \| \| \| |
|               | \| \| Massariovalsa caudata \| \| \| \| \| \| Massariovalsa sudans \| \| \| \| \| \| Massariovalsa californica \| \| \| \| \| \| Massariovalsa megalospora \| \| \| \| |
|               | Dictyoporthe |
|               | |
|               | Cytomelanconis |
|               | |
|               | Phragmodiaporthe |
|               | |
|               | Dicarpella |
|               | |
|               | Melanconiopsis |
|               | |
|               | Mebarria |
|               | |
|               | Fremineavia |
|               | |
|               | Massariovalsa caudata |
|               | |
|               | Massariovalsa sudans |
|               | |
|               | Massariovalsa californica |
|               | |
|               | Massariovalsa megalospora |
|               | |

|  | Massariovalsa caudata     |
|  |                           |
|  | Massariovalsa sudans      |
|  |                           |
|  | Massariovalsa californica |
|  |                           |
|  | Massariovalsa megalospora |
|  |                           |